# Juhan Viiding
Juhan Viiding (* 1. Juni 1948 in Tallinn; † 21. Februar 1995 in Rapla) war ein estnischer Lyriker, Schauspieler und Theaterregisseur.

## Leben und Schaffen
Juhan Viiding wurde als viertes Kind des estnischen Schriftstellers Paul Viiding (1904–1962) geboren. Nach seinem Abitur studierte er von 1968 bis 1972 Dramaturgie und Schauspielkunst am Staatlichen Tallinner Konservatorium (heute Estnische Musik- und Theaterakademie). Anschließend arbeitete er am Eesti Draamateater in Tallinn. Er wurde schnell zu einem beliebten Schauspieler (Peer Gynt, Hamlet). Viiding inszenierte die Stücke bekannter Autoren wie Samuel Beckett, Eugène Ionesco und Minoru Betsuyaku.
Juhan Viiding ist vor allem für seine Lyrik bekannt, mit der er 1968 debütierte. Bis 1978 veröffentlichte er seine Gedichte unter dem Pseudonym Jüri Üdi. Der Name wurde – ähnlich wie bei Fernando Pessoa – zu einem Alter ego für den Künstler. Besondere Aufmerksamkeit erregten 1971 die Gedichte, die Jüri Üdi, Johnny B. Isotamm, Joel Sang und Toomas Liiv unter dem Titel Närvitrükk veröffentlichten. 1978 erschien Viidings Gedichtsammlung Ma olin Jüri Üdi. 1980 folgte Elulootus.
Daneben schrieb Viiding 1980 das Theaterstück Olevused, 1983 das Drehbuch für den Film Nipernaadi (nach einer Novelle von August Gailit) sowie 1988 für den Film Die elf Schwäne, und trat als Sänger auf, unter anderem bei der Gruppe Amor-Trio. 1998 erschien postum der große Sammelband Kogutud luuletused mit Viidings Gedichten.
Juhan Viiding ist Träger zahlreicher Literaturpreise. Mit seiner Frau, der Musikpädagogin Riina Viiding, hat Juhan Viiding eine Tochter, die Lyrikerin Elo Viiding (* 1974). Juhan Viiding nahm sich im Februar 1995 selbst das Leben.

## Wichtigste Werke
- Närvitrükk (1971)
- Aastalaat (1971)
- Detsember (1971)
- Käekäik (1973)
- Selges eesti keeles (1974)
- Armastuskirjad (1975)
- Mina olin Jüri Üdi (1978)
- Elulootus (1980)
- Tänan ja palun (1983)
- Osa (1991)

## Deutsche Übersetzungen
Von Juhan Viiding erschien eine erste Gedichtsauswahl 1992 in der Zeitschrift Akzente (1/1992, S. 64–66), übersetzt von Gisbert Jänicke. Von ihm stammen auch die beiden größten Zusammenstellungen auf Deutsch:
- in Das Leben ist noch neu. Zehn estnische Autoren. Eine Anthologie. Karlsruhe: INFO Verlagsgesellschaft 1992. (Edition Junge Poesie), S. 87–95.
- in Estonia 3/1987, S. 120–122, übersetzt von Vikotr Sepp und Cornelius Hasselblatt, und 1/1997, S. 34–43.